# Schwaz Hammers 2022
Questa voce raccoglie le informazioni riguardanti gli Schwaz Hammers nelle competizioni ufficiali della stagione 2022.

## AFL - Division I 2022

### Stagione regolare
| Graz 26 marzo 2022, ore 17:30 1ª giornata | Styrian Bears | 37 – 6 (9-0 21-0 0-6 7-0) referto | Schwaz Hammers | Verbandsplatz |

| Schwaz 10 aprile 2022, ore 14:00 3ª giornata | Schwaz Hammers | 12 – 17 (6-7 0-0 0-3 6-7) referto | Styrian Hurricanes | Silberstadt Arena |

| Schwaz 18 aprile 2022, ore 14:00 4ª giornata | Schwaz Hammers | 24 – 6 (14-0 3-0 0-6 7-0) referto | Carinthian Lions | Silberstadt Arena |

| Hohenems 1º maggio 2022, ore 14:00 6ª giornata | Cineplexx Blue Devils | 34 – 6 (7-0 0-0 20-0 7-6) referto | Schwaz Hammers | Stadion Herrenried |

| Schwaz 15 maggio 2022, ore 15:00 7ª giornata | Schwaz Hammers | 11 – 33 (3-12 0-0 8-14 0-7) referto | Cineplexx Blue Devils | Silberstadt Arena |

| Voitsberg 21 maggio 2022, ore 15:00 8ª giornata | Styrian Hurricanes | 7 – 24 (0-0 7-16 0-8 0-0) referto | Schwaz Hammers | Hans Blümel Stadion |

| Schwaz 4 giugno 2022, ore 18:00 9ª giornata | Schwaz Hammers | 7 – 16 referto | Styrian Bears | Silberstadt Arena |

| Klagenfurt am Wörthersee 25 giugno , ore 16:00 11ª giornata | Carinthian Lions | 34 – 20 (7-0 3-6 24-14 0-0) referto | Schwaz Hammers | Sportplatz Annabichl |

### Statistiche di squadra
| Competizione      | %Vittorie | In casa | In casa | In casa | In casa | In casa | In casa | In trasferta | In trasferta | In trasferta | In trasferta | In trasferta | In trasferta | Totale | Totale | Totale | Totale | Totale | Totale |
| Competizione      | %Vittorie | G       | V       | N       | P       | Pf      | Ps      | G            | V            | N            | P            | Pf           | Ps           | G      | V      | N      | P      | Pf     | Ps     |
| ----------------- | --------- | ------- | ------- | ------- | ------- | ------- | ------- | ------------ | ------------ | ------------ | ------------ | ------------ | ------------ | ------ | ------ | ------ | ------ | ------ | ------ |
| Stagione regolare | .250      | 4       | 1       | 0       | 3       | 54      | 72      | 4            | 1            | 0            | 3            | 56           | 112          | 8      | 2      | 0      | 6      | 110    | 184    |
| Totale            | .250      | 4       | 1       | 0       | 3       | 54      | 72      | 4            | 1            | 0            | 3            | 56           | 112          | 8      | 2      | 0      | 6      | 110    | 184    |